# Pelophylax kl. esculentus
Pour la Grenouille verte d'Amérique du Nord, voir Lithobates clamitans.
Espèce
Statut de conservation UICN

 LC  : Préoccupation mineure
Synonymes
- Rana esculenta Linnaeus, 1758
- Pelophylax esculentus (Linnaeus, 1758)
- Rana kl. esculenta Linnaeus, 1758

La Grenouille verte ou Grenouille commune, Pelophylax kl. esculentus, est un amphibien qui résulte principalement de l'hybridation des espèces de grenouilles vertes européennes suivantes : la Petite grenouille verte, Pelophylax lessonae, et la Grenouille rieuse, Pelophylax ridibundus,. Comme c'est un rare cas d'hybrides capables de se reproduire on rajoute l'abréviation « kl. » (klepton) entre le genre et l'espèce pour nommer ce complexe d'espèces.

## Description

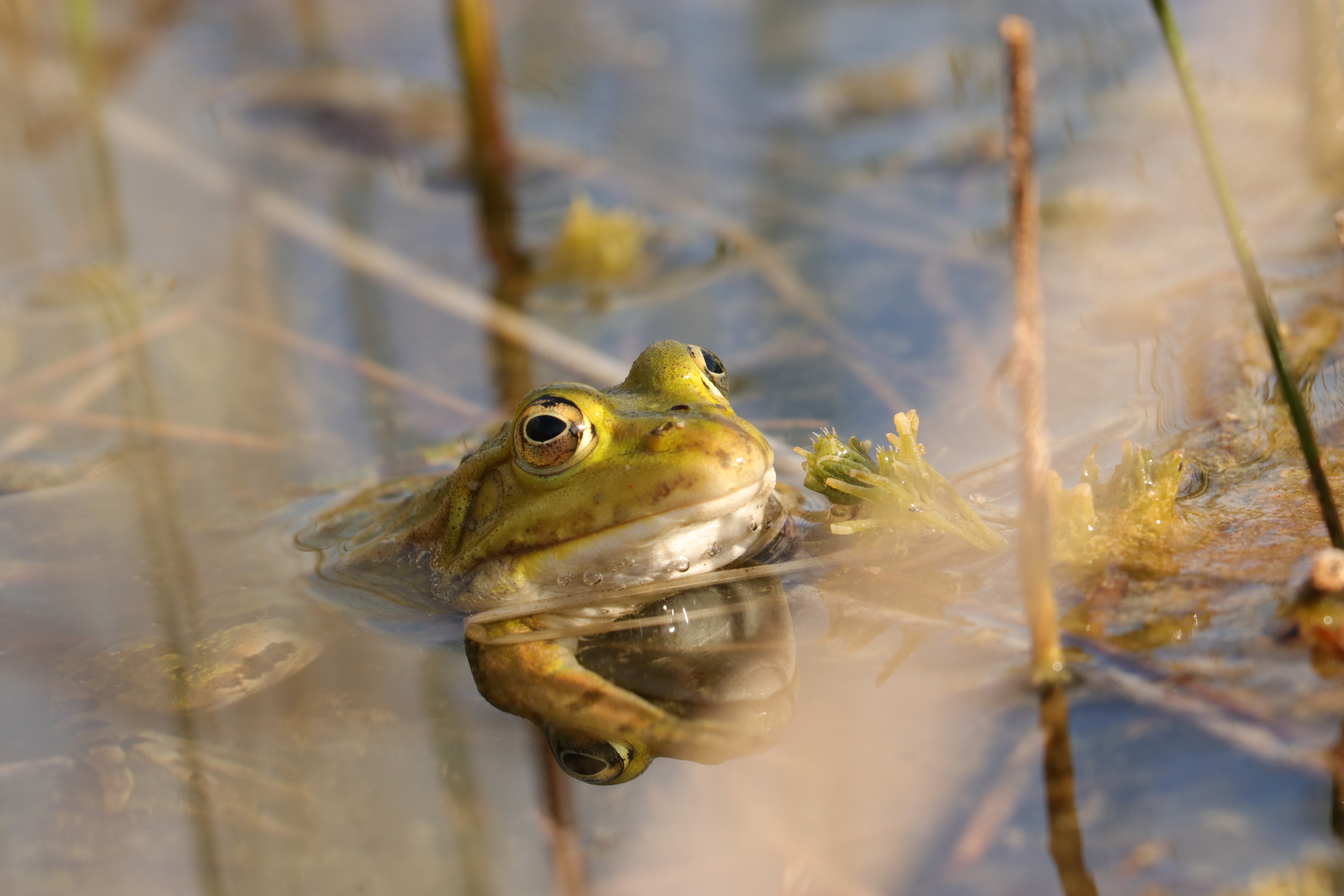
Grenouille verte dans une mare à characées.

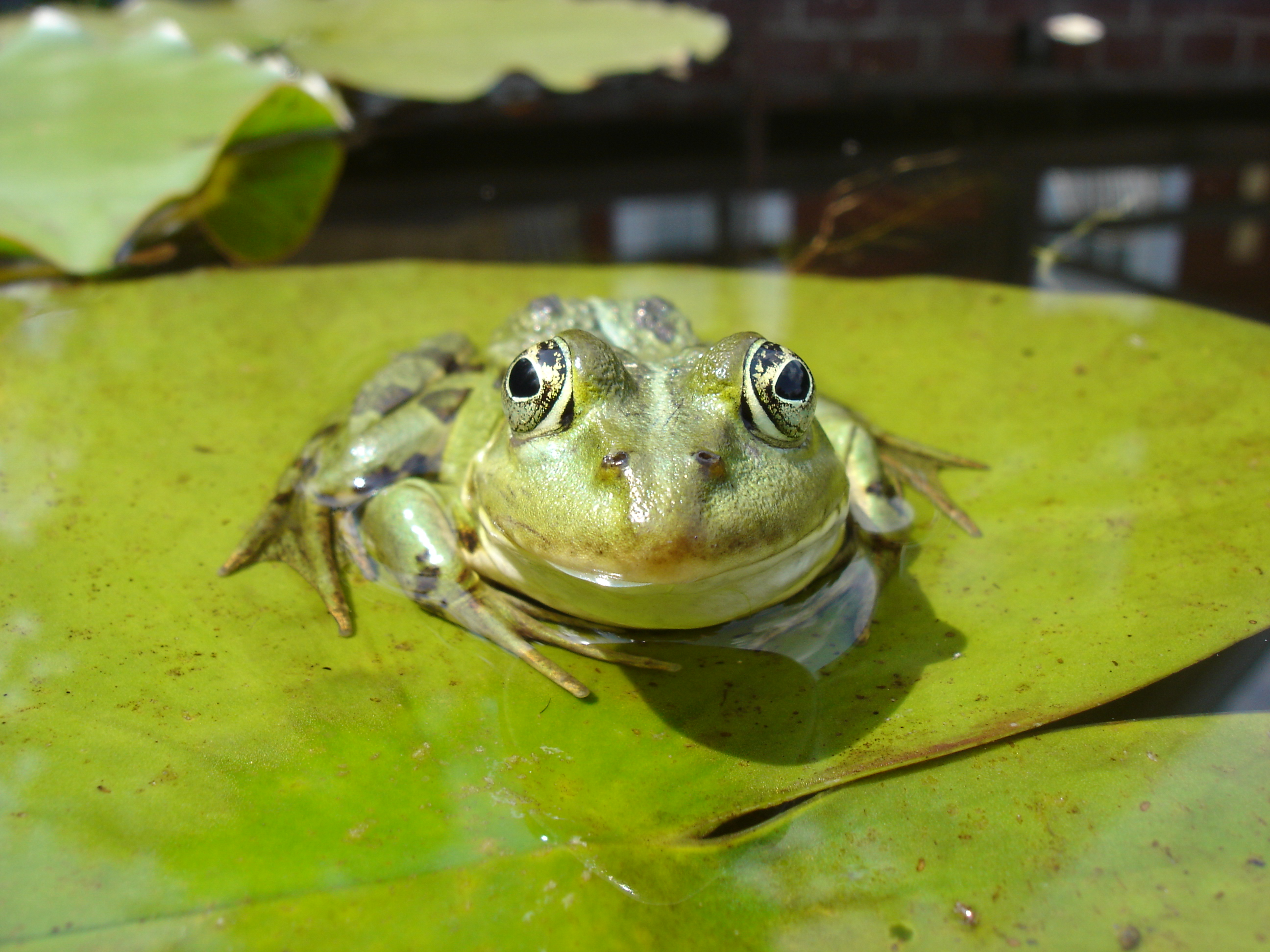
Grenouille verte sur une feuille de nénuphar.

Cette grenouille présente un corps trapu, un museau fortement arrondi, une pupille horizontale ainsi que deux lignes de glandes bien marquées sur le dos. Le mâle possède deux sacs vocaux externes. Les palmures ne dépassent pas la moitié des orteils.
- Taille : 40 à 120 mm
- Poids : peut atteindre 20 g
- Couleur : en général, le dessus du corps est de couleur vert vif à brun. Le dessous est jaune chez le mâle.

## Répartition
Pelophylax kl. esculentus est endémique de l'Europe. Elle se rencontre de la moitié Nord de la France jusqu'au Sud de la Suède et en Russie. Elle est absente de la péninsule Ibérique, du Sud de l'Italie et du Sud des Balkans.
Elle a été introduite en Espagne et au Royaume-Uni.

## Habitat
Elle affectionne les plans d'eau, les marais, les mares, les étangs et les cours d'eau lents, mais aussi les forêts et les prairies humides. Il arrive qu'elle s'installe à proximité des plans d'eau artificiels, comme des lavoirs ou des bassins. Elle a également été observée dans les eaux saumâtres et dans la mer pendant de brèves périodes.

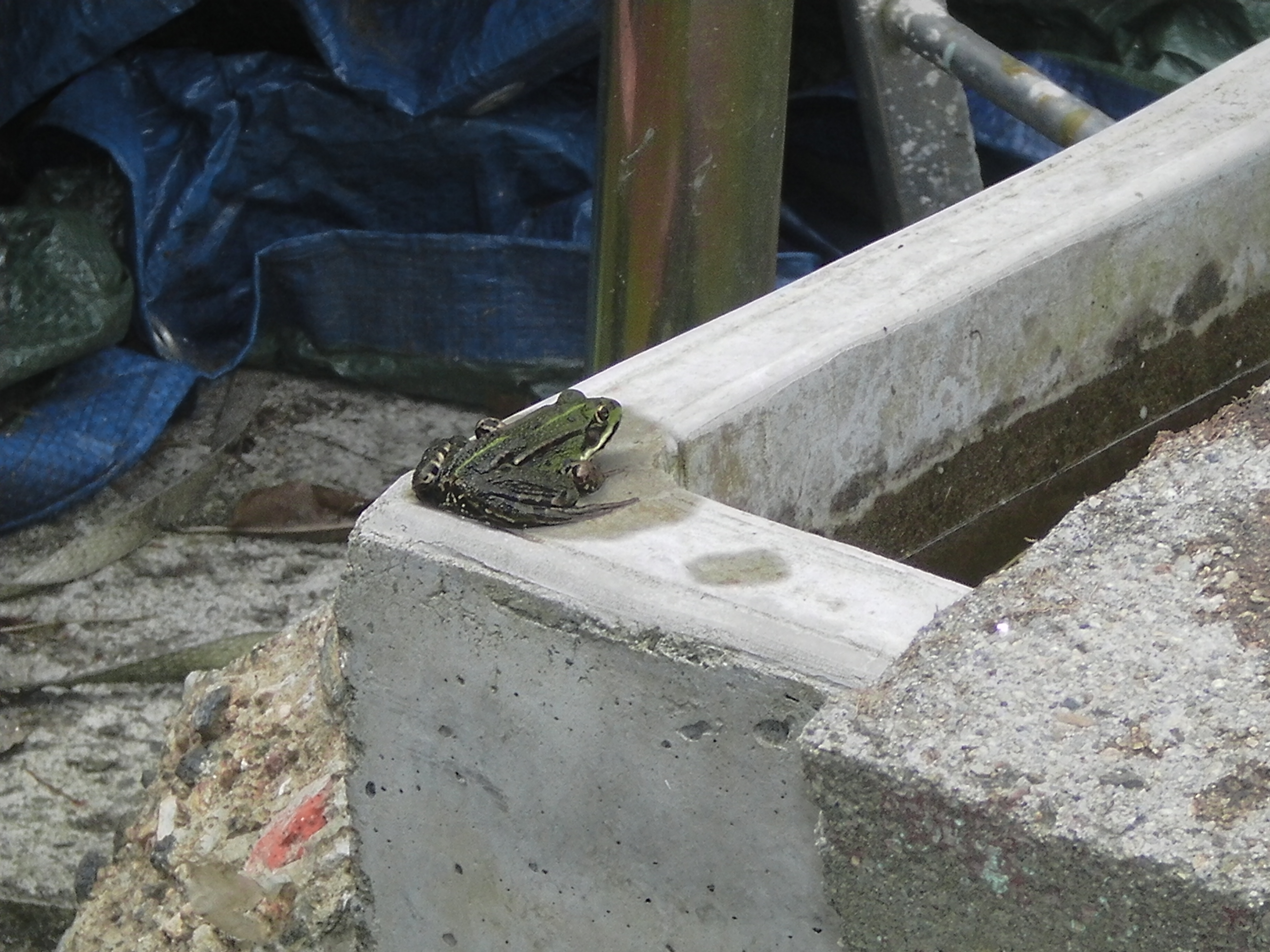
Grenouille verte au bord d'un lavoir en béton

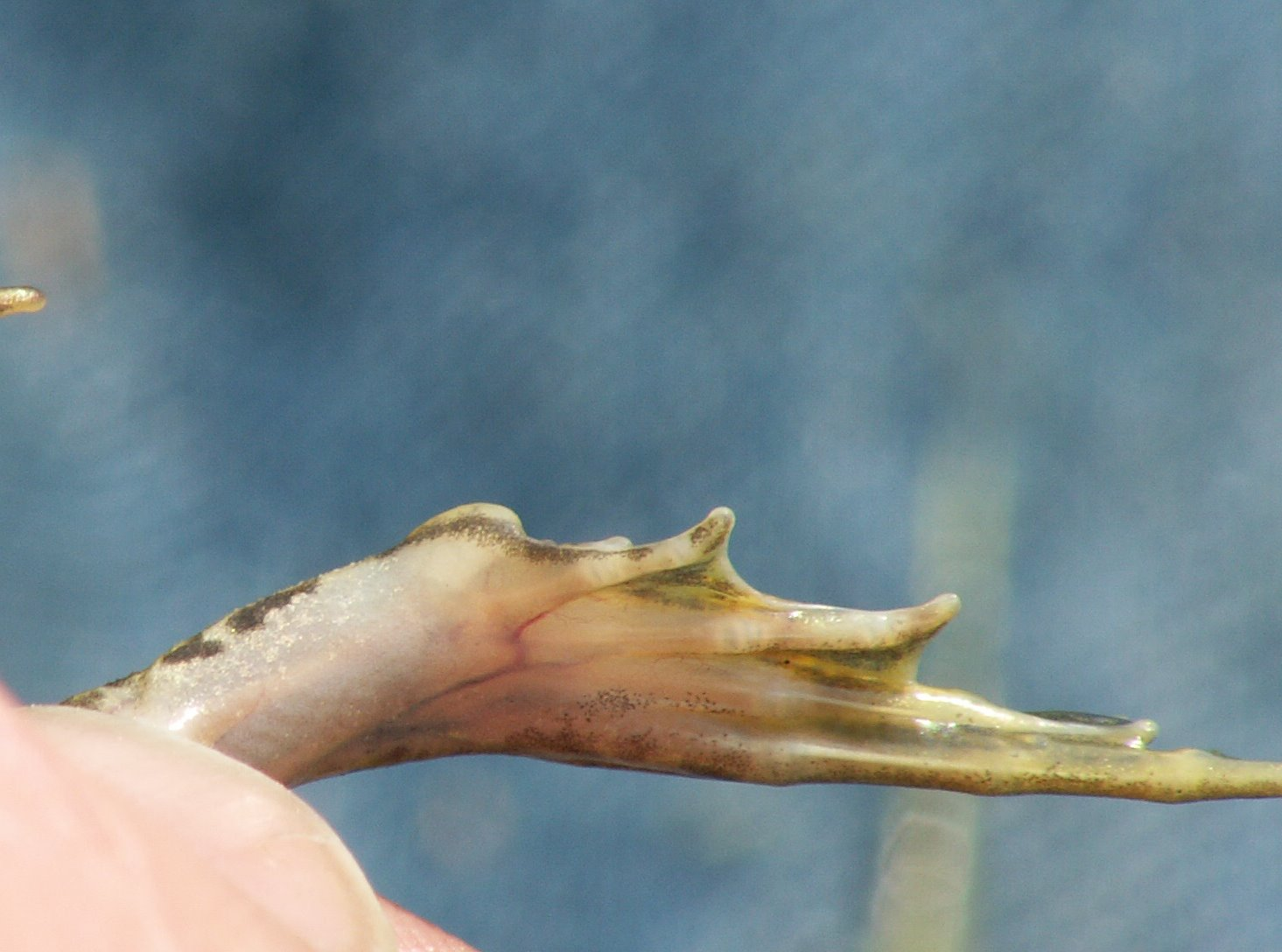
Détail de la patte arrière (palmée) de la Grenouille verte

## Régime alimentaire
La grenouille verte se nourrit d'arthropodes, d'insectes, de petits crustacés, de larves d'amphibiens, de vers.

## Hibernation
Elle hiberne durant les quatre mois d'hiver, elle s'envase dans les fonds de mares, ruisseau, frayères, étangs, etc. Dans les pays aux climats tempérés ou froids, les anoures hibernent de l’automne jusqu’à la fin de l’hiver et entrent en état de léthargie, généralement vers début novembre jusqu’à fin février ou début mars. 
En effet, en ralentissant leur métabolisme au minimum nécessaire et grâce aux réserves d’énergie accumulées pendant l’été et l’automne, les individus hibernant peuvent survivre de très longues périodes sans se nourrir. 

## Reproduction
L'accouplement et la ponte se déroulent sur une période de 15 jours entre mars et avril, dès le réchauffement de l'eau.
La femelle pond de 1 500 à 4 000 œufs qui éclosent au bout de deux à trois semaines en fonction de la température ambiante. Le développement des têtards dure de deux à trois mois jusqu'à leur métamorphose. La maturité sexuelle est atteinte à trois ans. La grenouille verte peut vivre de six à dix ans.

## Galerie

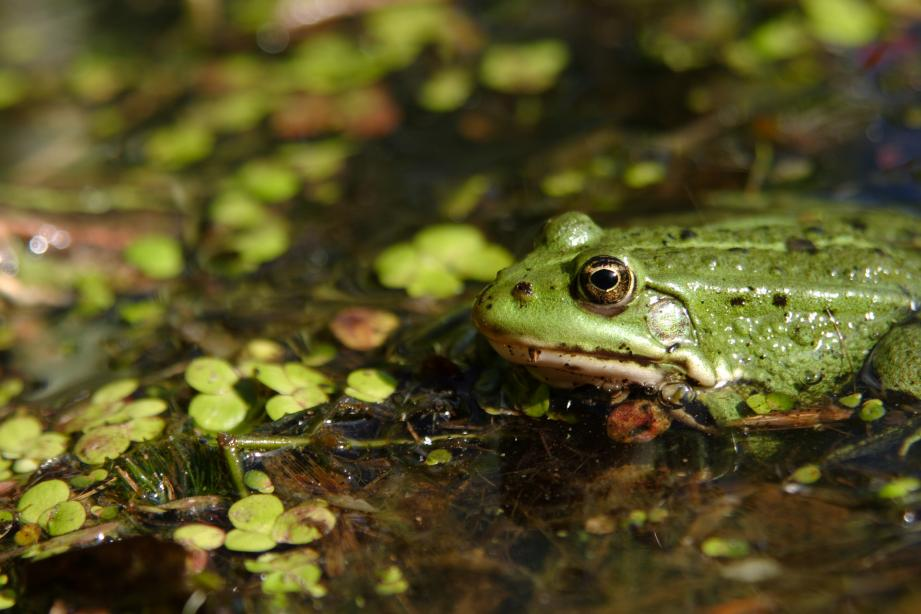
Grenouille verte au milieu de lentilles d'eau
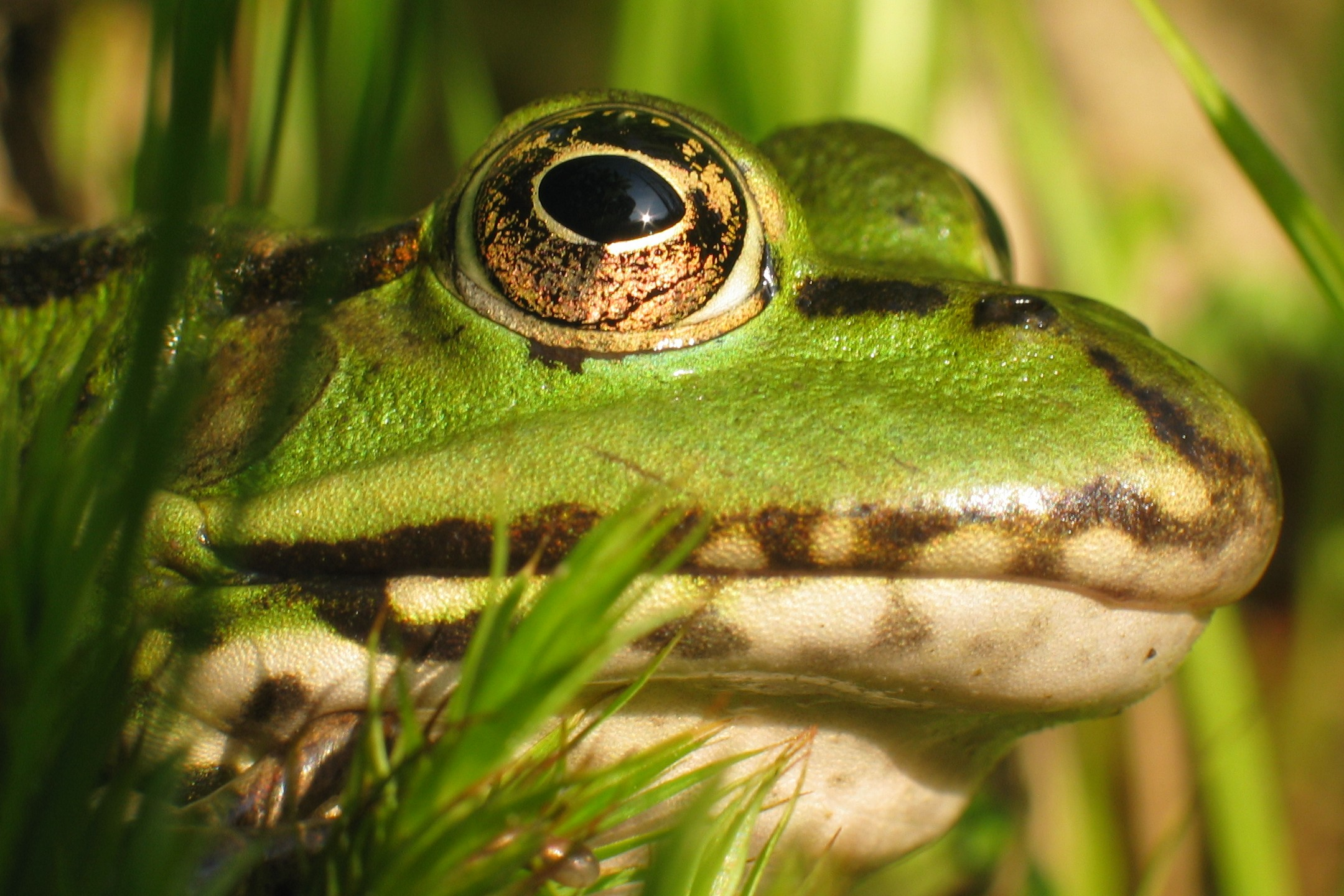
Détail de la tête
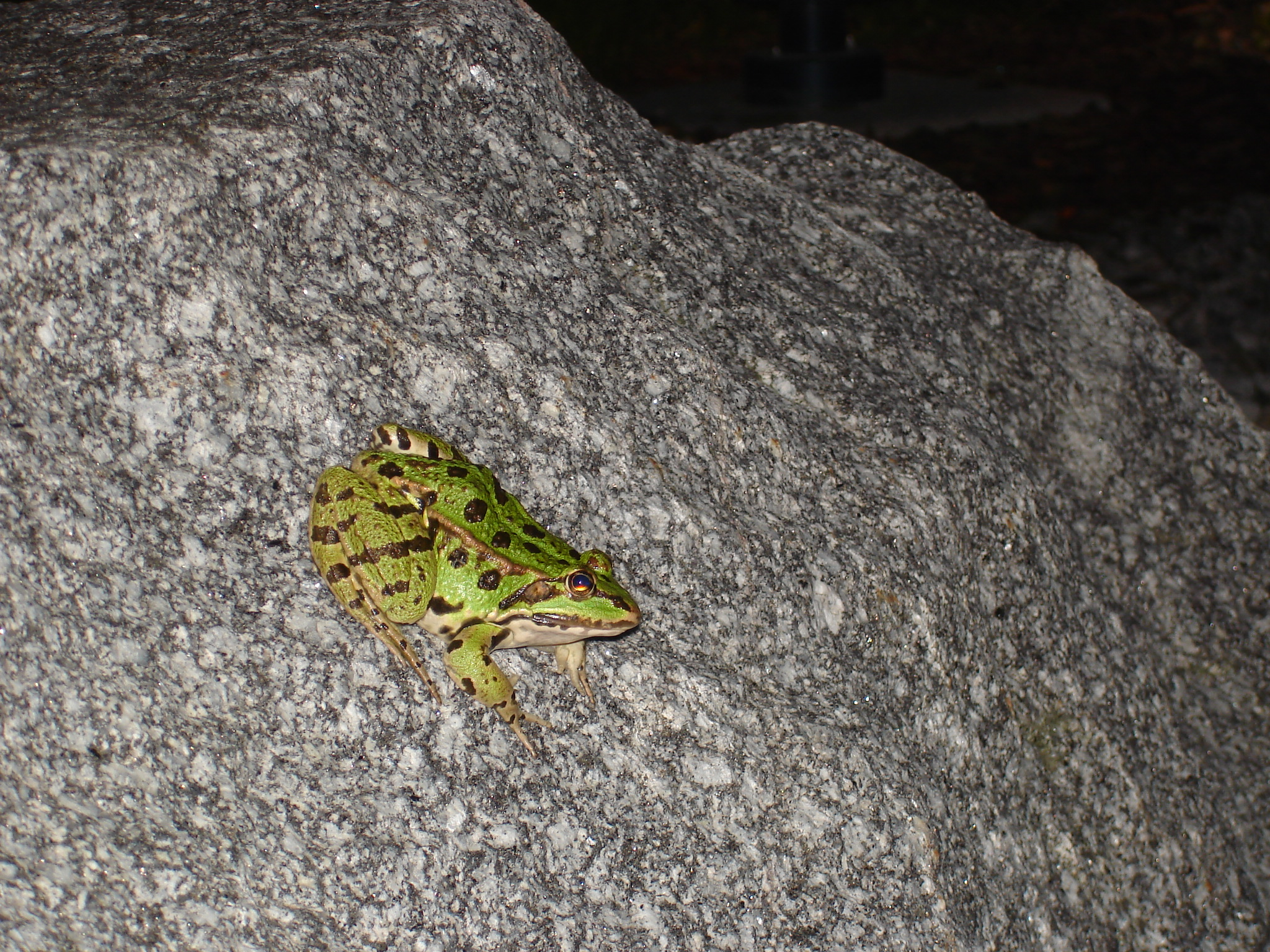
Sur un rocher
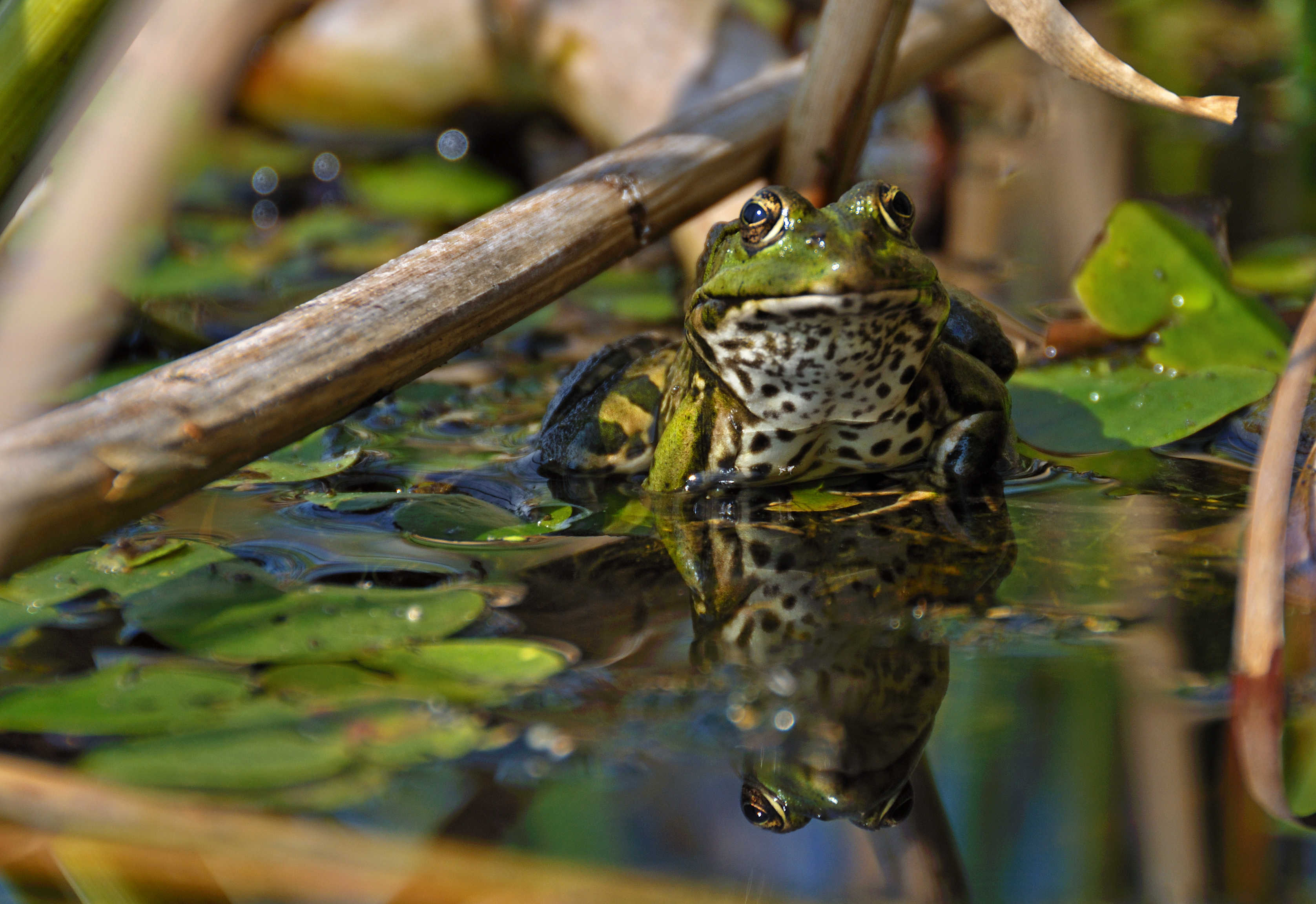
Dans un environnement naturel
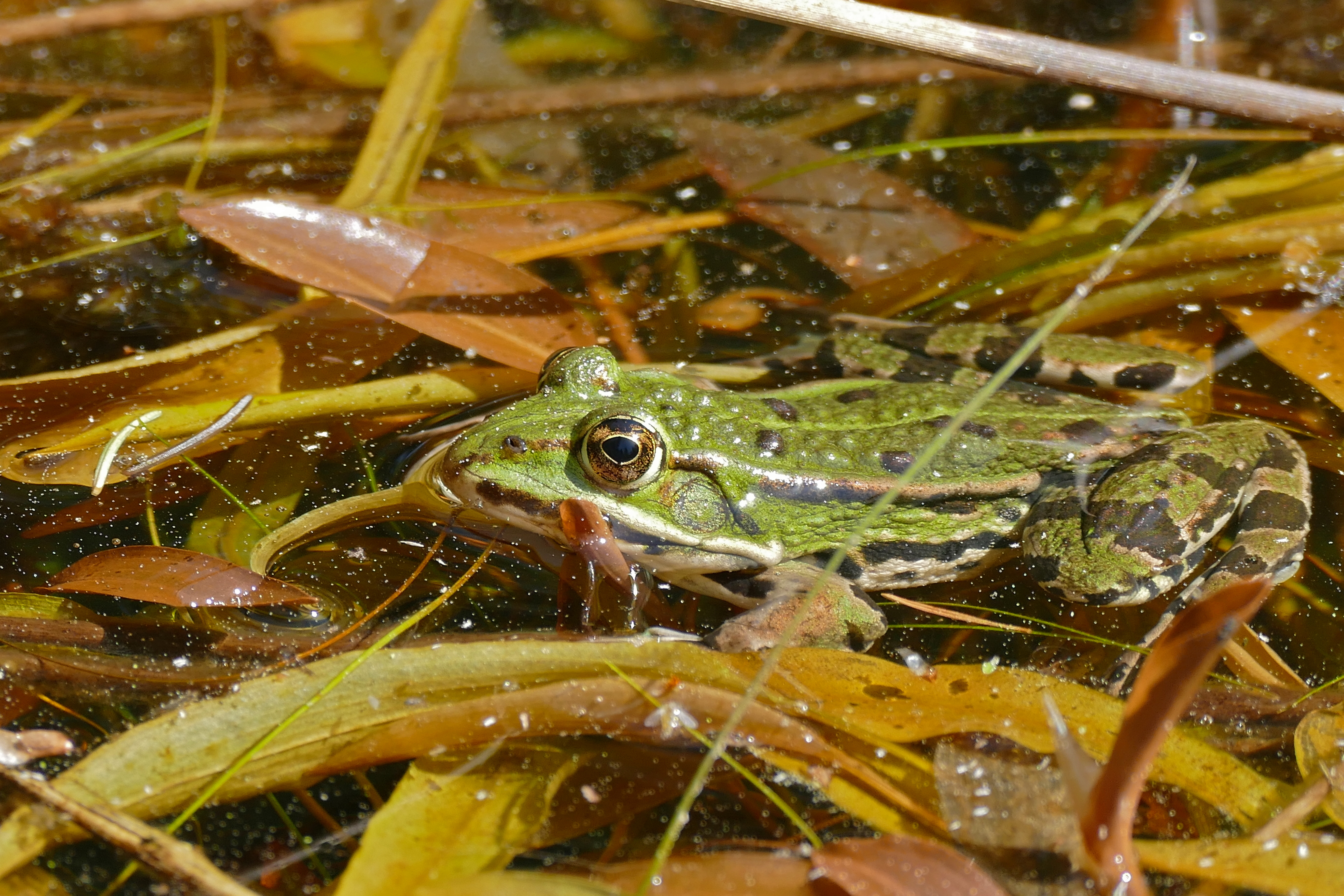
Pelophylax esculentus
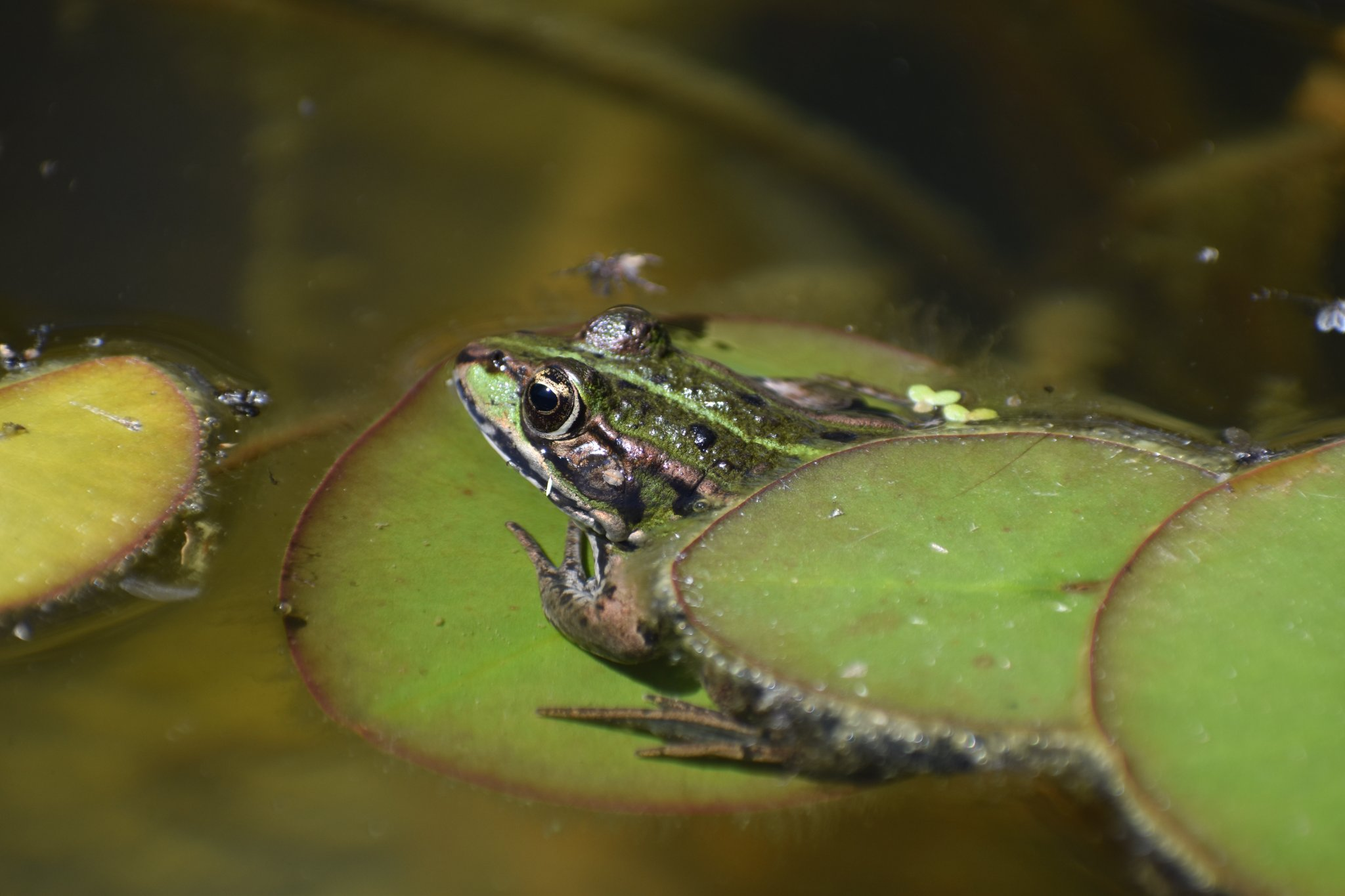
grenouille verte sur nénuphar
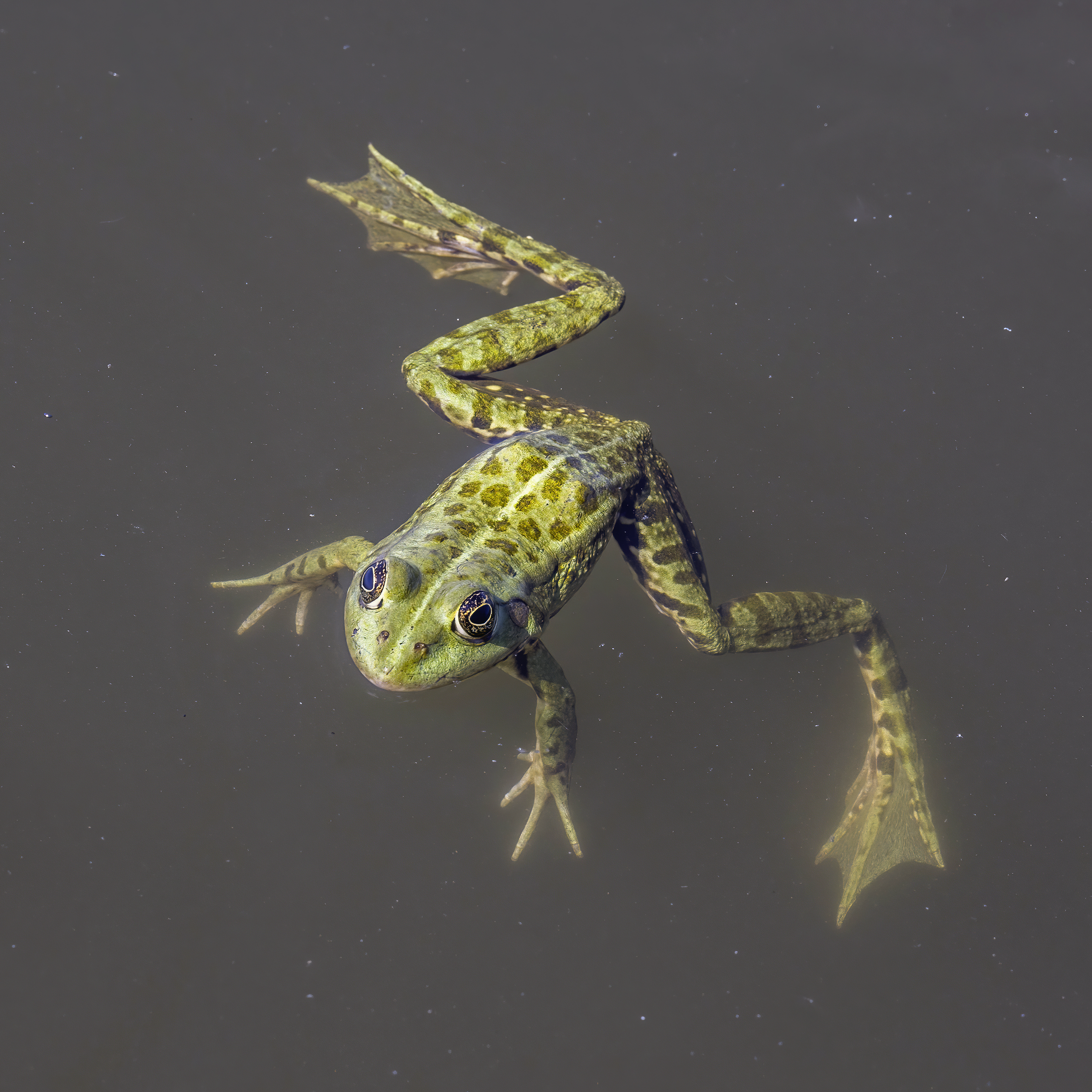
Pelophylax kl. esculentus dans le delta du Danube. Aout 2022.

## Publications originales
- Dubois, 1992 : Notes sur la classification des Ranidae (Amphibiens anoures). Bulletin Mensuel de la Société Linnéenne de Lyon, vol. 61, p. 305-352.
- Linnaeus, 1758 : Systema naturae per regna tria naturae, secundum classes, ordines, genera, species, cum characteribus, differentiis, synonymis, locis, ed. 10 (texte intégral).